# 新加坡船蛆
新加坡船蛆（学名：Lyrodus singaporeana），是海螂目蛀船蛤科古琴船蛆属的一种。主要分布于中国大陆，常栖息在红树林。